# Sărituri în apă la Jocurile Olimpice de vară din 2024 - 3 metri trambulină (masculin)
Proba masculină de sărituri în apă - 3 metri trambulină de la Jocurile Olimpice de vară din 2024 de la Paris a avut loc în perioada 6-8 august 2024, la Piscina olimpică din Saint-Denis.

## Formatul competiției
Competiția se va desfășura în 3 etape:
- Etapa preliminară: toți sportivii vor sări de șase ori; primii 18 sportivi se vor califica în semifinală
- Semifinala: cei 18 sportivi vor sări de 6 ori; punctajele din calificări se vor șterge și primii 12 din clasament se vor califica în finală.
- Finala: Cei 12 sportivi vor sări de șase ori. Punctajele din semifinală se vor șterge și primii trei din clasament vor primi medaliile de aur, argint și bronz.

## Program
Orele sunt ora Franței (UTC+1) 
| Data                    | Timp  | Etapă      |
| ----------------------- | ----- | ---------- |
| Marți, 6 august 2024    | 10:00 | Calificări |
| Miercuri, 7 august 2024 | 15:00 | Semifinala |
| Joi, 8 august 2024      | 15:00 | Finala     |

## Rezultate
Au participat 25 de săritori din 15 țări.
| Loc | Sportiv            | Țară                       | Calificări | Calificări | Semifinală                     | Semifinală                     | Finală                         | Finală                         | Finală                         | Finală                         | Finală                         | Finală                         | Finală                         |
| Loc | Sportiv            | Țară                       | Puncte     | Loc        | Puncte                         | Loc                            | Săritura 1                     | Săritura 2                     | Săritura 3                     | Săritura 4                     | Săritura 5                     | Săritura 6                     | Total                          |
| --- | ------------------ | -------------------------- | ---------- | ---------- | ------------------------------ | ------------------------------ | ------------------------------ | ------------------------------ | ------------------------------ | ------------------------------ | ------------------------------ | ------------------------------ | ------------------------------ |
| 1   | Xie Siyi           | China                      | 509,60     | 2          | 505,85                         | 2                              | 86,70                          | 79,20                          | 97,20                          | 91,00                          | 88,80                          | 100,70                         | 543,60                         |
| 2   | Wang Zongyuan      | China                      | 530,65     | 1          | 537,85                         | 1                              | 81,60                          | 91,00                          | 95,55                          | 89,25                          | 70,20                          | 102,60                         | 530,20                         |
| 3   | Osmar Olvera       | Mexic                      | 444,15     | 5          | 463,75                         | 4                              | 79,90                          | 89,25                          | 63,00                          | 75,85                          | 98,80                          | 93,60                          | 500,40                         |
| 4   | Carson Tyler       | Statele Unite ale Americii | 389,80     | 10         | 438,00                         | 7                              | 76,50                          | 67,50                          | 69,75                          | 72,00                          | 64,75                          | 78,75                          | 429,25                         |
| 5   | Jordan Houlden     | Marea Britanie             | 448,20     | 4          | 445,55                         | 5                              | 76,50                          | 64,60                          | 68,25                          | 74,10                          | 70,20                          | 74,10                          | 427,75                         |
| 6   | Luis Uribe         | Columbia                   | 375,90     | 17         | 423,80                         | 10                             | 49,30                          | 71,40                          | 79,95                          | 72,20                          | 72,00                          | 77,00                          | 421,85                         |
| 7   | Jack Laugher       | Marea Britanie             | 468,30     | 3          | 467,05                         | 3                              | 74,80                          | 84,00                          | 35,70                          | 72,15                          | 74,10                          | 70,20                          | 410,95                         |
| 8   | Jules Bouyer       | Franța                     | 407,30     | 6          | 438,30                         | 6                              | 73,10                          | 81,60                          | 67,50                          | 68,25                          | 57,75                          | 47,50                          | 395,70                         |
| 9   | Jonathan Ruvalcaba | Republica Dominicană       | 363,15     | 18         | 416,20                         | 12                             | 76,50                          | 44,20                          | 62,70                          | 61,50                          | 75,25                          | 73,50                          | 393,65                         |
| 10  | Kurtis Mathews     | Australia                  | 399,20     | 8          | 417,15                         | 11                             | 65,10                          | 76,50                          | 52,50                          | 64,80                          | 56,10                          | 68,40                          | 383,40                         |
| 11  | Woo Ha-ram         | Coreea de Sud              | 389,10     | 12         | 432,00                         | 9                              | 71,40                          | 68,00                          | 45,60                          | 73,50                          | 63,00                          | 52,65                          | 374,15                         |
| 12  | Moritz Wesemann    | Germania                   | 398,70     | 9          | 433,00                         | 8                              | 74,80                          | 78,20                          | 40,25                          | 43,20                          | 57,00                          | 70,20                          | 363,65                         |
| 13  | Yona Knight-Wisdom | Jamaica                    | 382,90     | 14         | 412,40                         | 13                             | Nu a avansat în faza următoare | Nu a avansat în faza următoare | Nu a avansat în faza următoare | Nu a avansat în faza următoare | Nu a avansat în faza următoare | Nu a avansat în faza următoare | Nu a avansat în faza următoare |
| 14  | Sho Sakai          | Japonia                    | 389,15     | 11         | 410,15                         | 14                             | Nu a avansat în faza următoare | Nu a avansat în faza următoare | Nu a avansat în faza următoare | Nu a avansat în faza următoare | Nu a avansat în faza următoare | Nu a avansat în faza următoare | Nu a avansat în faza următoare |
| 15  | Andrew Capobianco  | Statele Unite ale Americii | 382,05     | 15         | 407,65                         | 15                             | Nu a avansat în faza următoare | Nu a avansat în faza următoare | Nu a avansat în faza următoare | Nu a avansat în faza următoare | Nu a avansat în faza următoare | Nu a avansat în faza următoare | Nu a avansat în faza următoare |
| 16  | Gwendal Bisch      | Franța                     | 387,00     | 13         | 392,70                         | 16                             | Nu a avansat în faza următoare | Nu a avansat în faza următoare | Nu a avansat în faza următoare | Nu a avansat în faza următoare | Nu a avansat în faza următoare | Nu a avansat în faza următoare | Nu a avansat în faza următoare |
| 17  | Yi Jae-gyeong      | Coreea de Sud              | 381,40     | 16         | 366,50                         | 17                             | Nu a avansat în faza următoare | Nu a avansat în faza următoare | Nu a avansat în faza următoare | Nu a avansat în faza următoare | Nu a avansat în faza următoare | Nu a avansat în faza următoare | Nu a avansat în faza următoare |
| 18  | Lorenzo Marsaglia  | Italia                     | 405,05     | 7          | 354,05                         | 18                             | Nu a avansat în faza următoare | Nu a avansat în faza următoare | Nu a avansat în faza următoare | Nu a avansat în faza următoare | Nu a avansat în faza următoare | Nu a avansat în faza următoare | Nu a avansat în faza următoare |
| 19  | Kevin Muñoz        | Mexic                      | 362,05     | 19         | Nu a avansat în faza următoare | Nu a avansat în faza următoare | Nu a avansat în faza următoare | Nu a avansat în faza următoare | Nu a avansat în faza următoare | Nu a avansat în faza următoare | Nu a avansat în faza următoare | Nu a avansat în faza următoare | Nu a avansat în faza următoare |
| 20  | Daniel Restrepo    | Columbia                   | 361,10     | 20         | Nu a avansat în faza următoare | Nu a avansat în faza următoare | Nu a avansat în faza următoare | Nu a avansat în faza următoare | Nu a avansat în faza următoare | Nu a avansat în faza următoare | Nu a avansat în faza următoare | Nu a avansat în faza următoare | Nu a avansat în faza următoare |
| 21  | Jake Passmore      | Irlanda                    | 360,90     | 21         | Nu a avansat în faza următoare | Nu a avansat în faza următoare | Nu a avansat în faza următoare | Nu a avansat în faza următoare | Nu a avansat în faza următoare | Nu a avansat în faza următoare | Nu a avansat în faza următoare | Nu a avansat în faza următoare | Nu a avansat în faza următoare |
| 22  | Giovanni Tocci     | Italia                     | 346,85     | 22         | Nu a avansat în faza următoare | Nu a avansat în faza următoare | Nu a avansat în faza următoare | Nu a avansat în faza următoare | Nu a avansat în faza următoare | Nu a avansat în faza următoare | Nu a avansat în faza următoare | Nu a avansat în faza următoare | Nu a avansat în faza următoare |
| 23  | Mohamed Farouk     | Egipt                      | 317,40     | 23         | Nu a avansat în faza următoare | Nu a avansat în faza următoare | Nu a avansat în faza următoare | Nu a avansat în faza următoare | Nu a avansat în faza următoare | Nu a avansat în faza următoare | Nu a avansat în faza următoare | Nu a avansat în faza următoare | Nu a avansat în faza următoare |
| 24  | Frandiel Gómez     | Republica Dominicană       | 317,40     | 23         | Nu a avansat în faza următoare | Nu a avansat în faza următoare | Nu a avansat în faza următoare | Nu a avansat în faza următoare | Nu a avansat în faza următoare | Nu a avansat în faza următoare | Nu a avansat în faza următoare | Nu a avansat în faza următoare | Nu a avansat în faza următoare |
| 25  | Lars Rüdiger       | Germania                   | 301,15     | 25         | Nu a avansat în faza următoare | Nu a avansat în faza următoare | Nu a avansat în faza următoare | Nu a avansat în faza următoare | Nu a avansat în faza următoare | Nu a avansat în faza următoare | Nu a avansat în faza următoare | Nu a avansat în faza următoare | Nu a avansat în faza următoare |